# Romain De Vidts
Romanus Norbertus Léonce Maria Gislenus (Romain) De Vidts (Sint-Niklaas, 31 augustus 1890 - aldaar, 13 juni 1962) was een Belgisch politicus voor het Katholiek Verbond van België en diens opvolger de Christelijke Volkspartij. Hij was burgemeester van de stad Sint-Niklaas.

## Biografie
De Vidts studeerde af aan de retorica 1909 van het SJKS te Sint-Niklaas. Hij werd er later erevoorzitter van de oud-leerlingenbond. Hij begon zijn politieke carriere als schepen van Sint-Niklaas in de periode 1932-1940 en 1944-1946. In 1944, tijdens de Tweede Wereldoorlog, werd hij door de bezetter aangehouden, maar hij kon ontsnappen en leefde ondergedoken tot bij de bevrijding.
Hij was burgemeester van Sint-Niklaas van 1947 tot 1962. Hij zou in 1948 met de steun van zakenman André Sax de eerste Vredefeesten, ter herdenking van de bevrijding van Sint-Niklaas, organiseren. In 1949 was hij tevens de drijvende kracht achter onteigening van het kasteel Walburg en haar domein, dat in 1952 als stadspark zou worden opgesteld voor het publiek en dat sinds 1987 naar hem Romain De Vidtspark wordt genoemd.
Zijn zoon Paul werd later tussen 1977 en 1988 ook burgemeester van Sint-Niklaas.
De Vidts is bijgezet op het kerhof van Tereken, Sint-Niklaas.

## Onderscheidingen[2]
- Ereburger van Breda,
- Ridder in de Orde van Sint-Gregorius de Grote,
- Ridder in de Leopoldsorde,
- Ridder in de Kroonorde,
- Ridder in de Orde van Leopold II